# Lyciasalamandra
Lyciasalamandra — рід родини саламандрових (Salamandridae). Один із 4-х родів підродини Salamandrinae. Представники роду поширені в Греції і Туреччині. Усі види роду перебувають під загрозою зникнення і тому занесені до Червоного списку МСОП. Отруйні амфібії.

## Систематика
Один із 4-х родів підродини Salamandrinae.
Станом на 2024 рік описано 7 видів:
- Саламандра анатолійська (Lyciasalamandra antalyana);
- Саламандра Атіфа (Lyciasalamandra atifi);
- Саламандра лікійська (Lyciasalamandra billae);
- Саламандра Фазіля (Lyciasalamandra fazilae);
- Саламандра мармариська (Lyciasalamandra flavimembris);
- Саламандра Ґельверсона (Lyciasalamandra helverseni);
- Саламандра Лушана (Lyciasalamandra luschani).

## Охорона
Усі види роду занесені до Червоного списку МСОП з охоронним статусом:
- «вид перебуває в критичному стані» — L. billae;
- «вид перебуває в небезпечному стані» — L. antalyana , L. atifi , L. fazilae, L. flavimembris;
- «вразливий вид» — L. helverseni, L. luschani